# 富山海輪碰撞事故
富山海輪碰撞事故发生于2003年5月的丹麦海域，中国籍散货船富山海与塞浦路斯籍集装箱船“格丁尼亚”碰撞后沉沒。此后，富山海轮索赔案被稱為中國大陸船舶保險歷史上最大遠洋船舶保險賠償結案。

## 船舶情况
富山海輪，是中國製造的輪船，是散貨船，225x33x69，船主為中遠散貨運輸公司。保險公司為中國人民財產保險公司，有分保，保險賠償額為1550萬美元。

## 碰撞、沉没
2003年5月31日天氣晴朗，能見度良好，約12:18時，視程大約10海里，吹西南偏西風，風速6m/s，富山海輪與"格丁尼亚"輪，在丹麥海域波恩荷爾姆島的西北偏北，約3海里處，55°21.0'N/014°44.6'E，發生120度碰撞，造成富山海輪入水，漂浮狀態至同日晚上20:49時沉沒。事故無人命傷亡。是項貨主為中國農業生產資料集團公司。

## 外部連線
- http://past.people.com.cn/BIG5/jinji/34/167/20030609/1011630.html%5B%5D
- https://web.archive.org/web/20080331130022/http://www.hninsure.com/Article_Show.asp?ArticleID=221